# Cultura Italiei

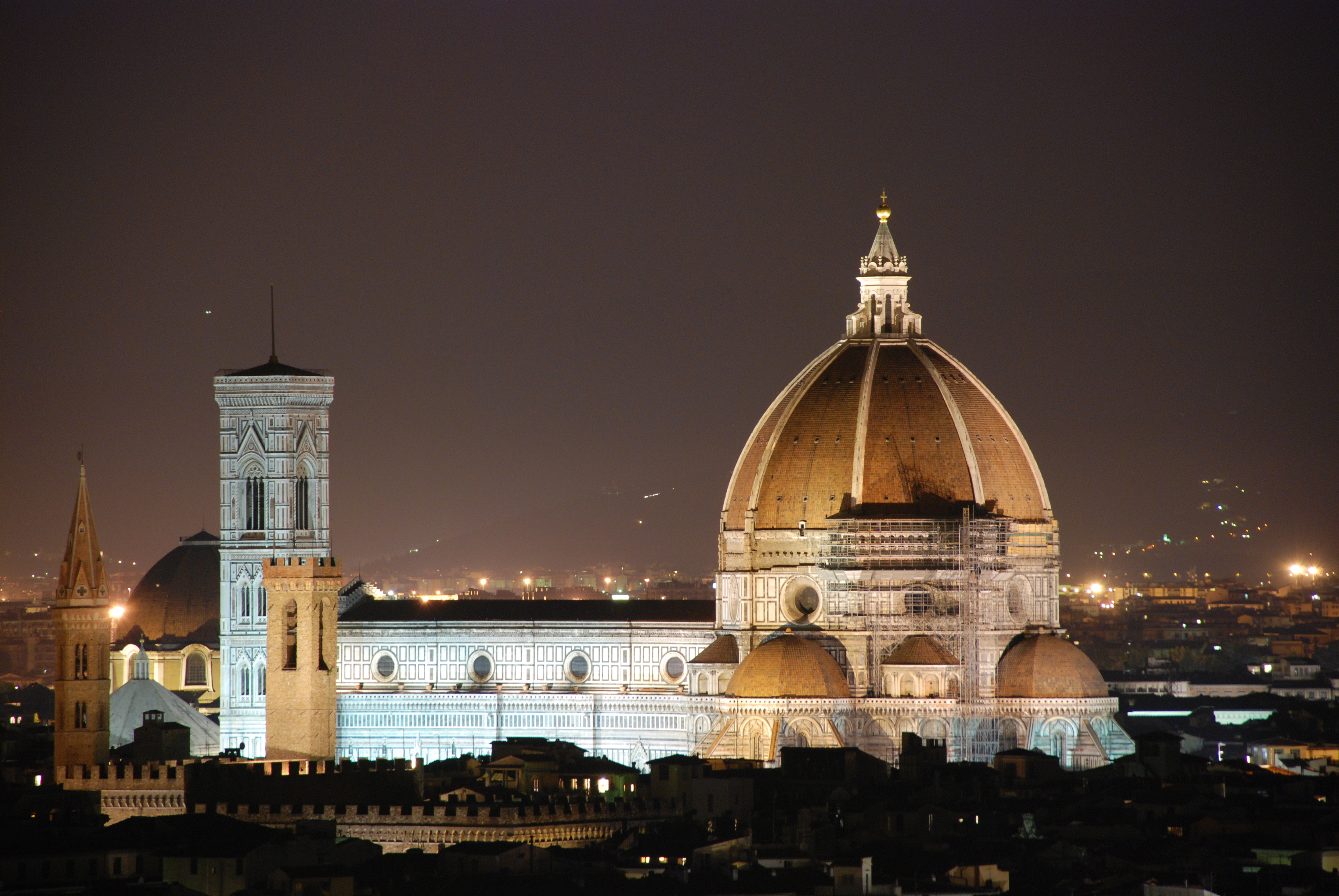
Domul Santa Maria del Fiore

Italia este bine cunoscută pentru arta și cultura sa, precum și datorită nenumeratelor ei monumente, printre care se numără Turnul din Pisa și Colosseumul roman, dar și pentru mâncarea sa (pizza, pasta, s.a.m.d.), vin, stilul de viață, eleganță, design, cinema, teatru, literatură, poezie, arte vizuale, muzică (mai ales de operă), sărbători, și în general pentru gust.
Mișcările artistice ale Renașterii și barocului a apărut în Italia între secolele al 14-lea și al 15-lea, respectiv la sfârșitul secolului al 16-lea, determinând o adevărată revoluție artistică în Italia, mai întâi, în Europa ulterior și apoi în întreaga lume. Italia are mai multe situri în patrimoniul mondial UNESCO (51) decât orice altă țară din lume, și are bogate colecții de artă, cultură și literatură din multe perioade diferite.
Genurile literare care au înflorit în Italia, așa cum sunt poezia lui Petrarca, Tasso și a lui Ariosto, respectiv proza lui Dante, Boccaccio, Machiavelli și a lui Castiglione, au exercitat o influență durabilă în dezvoltarea culturii vestice, la fel ca și pictura, sculptura și arhitectura, la care au contribuit artiști extraordinari ca Leonardo da Vinci, Raffaello, Botticelli, Fra Angelico și Michelangelo.
Influența muzicală a compozitorilor italieni ai epocii baroce, precum Monteverdi, Palestrina și Vivaldi s-a dovedit a fi remarcabilă.  Mai târziu, în secolul al 19-lea, opera romantică italiană (gen muzical "inventat" de asemenea de italieni) a excelat datorită compozitorilor Gioacchino Rossini, Giuseppe Verdi și Giacomo Puccini. Artiștii, scriitorii, regizorii, arhitecții, compozitorii și designerii contemporani italieni contribuie semnificativ la cultura vestică.